# Robert Wigram Crawford
Pour les articles homonymes, voir Crawford.
Robert Wigram Crawford, né le 18 avril 1813 et mort le 30 juillet 1889, est un marchand des Indes orientales britannique, gouverneur de la Banque d'Angleterre, et un homme politique du Parti libéral qui a siégé à la Chambre des communes de 1857 à 1874.

## Biographie
Crawford est le fils de William Crawford, député pour Londres 1833-1841, et de sa femme, Dorothy, Elizabeth Rees. Il a vécu à Bombay pendant plusieurs années, où il a été un associé de la société Remington & Co. Il a ensuite dirigé la firme de Crawford, Colvin, and Co., marchands des Indes orientales de Londres. (Voir la Famille Colvin pour en savoir plus sur ces liens.). Il a été président du conseil d'administration des compagnies de chemin de fer des Indes orientales et du Mexique. En 1869, il est devenu gouverneur de la Banque d'Angleterre, après avoir précédemment servi comme son vice-gouverneur. Il a également été un commissaire de la Lieutenance pour Londres, et un Fellow de la Royal Geographical Society
Crawford s'est présenté au Parlement à Harwich en 1851, où il a été élu membre du Parlement lorsque le député siégeant à la Chambre n'était pas assis sur une pétition, mais il a été lui-même déplacé sur une pétition parce qu'il était allégué que le scrutin avait été fermé trois minutes avant l'heure légale. En 1852, il a été proposé pour la ville de Londres, mais a refusé de devenir un candidat, bien que 3765 votes ont été exprimés pour lui.Aux élections générales britanniques de 1857 il est élu député de la ville de Londres. Il a occupé le siège jusqu'en 1874
Crawford a épousé Margaret Urquhart Cruikshank, fille du révérend John Cruickshank, de Turriff, en Écosse, en 1836. Sa sœur Jane a épousé Henry Ray Freshfield, issu d'une famille d'avocats.
Crawford meurt à l'âge de 76 ans en 1889.
La caricature est accrochée au 5e étage du Norman Shaw North, un édifice qui abrite de nombreux députés. La caricature est signée par Robert Wigram Crawford lui-même.